# Adventní koncert
Adventní koncert (2011) je koncertní album českého písničkáře Jaromíra Nohavici.
DVD obsahuje zkrácený záznam benefičního koncertu na podporu kostela sv. Ducha v Ostravě–Zábřehu konaného 12. prosince 2010. Koncert se živě přenášel přes internet. Album bylo vydáno 1. ledna 2011 ve vlastní produkci jako novoroční dárek, volně ke stažení pomocí nástroje pro distribuci souborů BitTorrent.

## Seznam skladeb
Autorem hudby a textů písní je Jaromír Nohavica (kromě Legendy o sv. Dorotě).
| Pořadí | Název                          | Délka |
| ------ | ------------------------------ | ----- |
| 1.     | Jako jelen, když vodu chce pít |       |
| 2.     | Podzemní prameny               |       |
| 3.     | Ježíšek                        |       |
| 4.     | Vlaštovko leť                  |       |
| 5.     | Mám jizvu na rtu               |       |
| 6.     | Moje smutné srdce              | 2:43  |
| 7.     | Mařenka                        |       |
| 8.     | Svatební                       |       |
| 9.     | Legenda o sv. Dorotě (bonus)   | 3:48  |

## Obsazení
- Jaromír Nohavica – zpěv, kytara

Hosté
- Robert Kuśmierski – akordeon
- Veronika Linhartová – housle
- Pavla Kovalová – klarinet